# Destruction
Destruction är ett tyskt thrash metal-band som bildades i Lörrach 1983. Bandet startades som ett heavy metal-band och hette då "Knight of Demon". Men efter att ha lyssnat på det brittiska bandet Venom, som kom att bli deras största influens, bytte bandet mot en snabbare och råare stil, som senare kom att kallas för just thrash metal. Bandet spelade in sin första demo med titeln Bestial Invasion Of Hell 1984 och albumet Diabolical gavs ut 2022. Destruction räknas till de tre stora namnen inom tysk thrash metal tillsammans med Kreator och Sodom.

## Medlemmar
Nuvarande medlemmar
- Schmier (Marcel Schirmer) – basgitarr (1982–1989, 1999– ), sång (1984–1989, 1999– )
- Randy Black – trummor (2018– )
- Damir Eskić – sologitarr (2019– )
- Martin Furia – gitarr (2021–)

Tidigare medlemmar
- Thomas "Tommy Sandmann" Senmann – trummor (1982–1986)
- Ulf (Ulf Kühne) – sång (1982–1984)
- Oliver "Olli" Kaiser – trummor (1987–1999)
- Harry Heinrich Wilkens – gitarr (1987–1990)
- André Grieder – sång (1989–1990)
- Michael Piranio – gitarr (1993–1998)
- Thomas Rosenmerkel – sång (1993–1998)
- Christian Engler – basgitarr (1994–1998)
- Sven Vormann – trummor (1999–2001)
- Marc "Speedy" Reign – trummor (2002–2010)
- Wawrzyniec "Vaaver" Dramowicz – trummor (2010–2018)
- Michael "Mike" Sifringer – gitarr (1982–2021)

Turnerande medlemmar
- Randy Black – trummor (2015– )
- Christian "Chris Witchhunter" Dudek – trummor (1987; död 2008)
- Ørjan "Hoest" Stedjeberg – sång (2004)
- "Ol Drake" (Oliver Michael Drake) – gitarr (2009)

## Diskografi
Demo
- Speed Kills (1983)
- Bestial Invasion of Hell (1984)
- The Butcher Strikes Back (1999)

Studioalbum
- Infernal Overkill (1985)
- Eternal Devastation (1986)
- Release From Agony (1988)
- Cracked Brain (1990)
- The Least Successful Human Cannonball (1998)
- All Hell Breaks Loose (2000)
- The Antichrist (2001)
- Metal Discharge (2003)
- Inventor of Evil (2005)
- Thrash Anthems (2007)
- D.E.V.O.L.U.T.I.O.N. (2008)
- Day Of Reckoning (2011)
- Spiritual Genocide (2013)
- Under Attack (2016)
- Thrash Anthems II (2017)
- Born to Perish (2019)
- Diabolical (2022)
- Birth of Malice (2025)

Livealbum
- Live Without Sense (1989)
- Alive Devastation (2002)
- The Curse of the Antichrist: Live in Agony (2009)

EP
- Sentence of Death (1984)
- Mad Butcher (1987)
- Destruction (1994)
- Them Not Me (1995)

Singlar
- "Cracked Brain" (1990)
- "Whiplash" (2001)

Samlingsalbum
- Mad Butcher / Eternal Devastation (1987)
- Mad Butcher / Sentence of Death (1988)
- Sentence of Death / Infernal Overkill (1988)
- Release from Agony / Eternal Devastation (1989)
- Best Of (1990)
- All Hell Breaks Loose + The Antichrist (2007)
- The Nuclear Blast Recordings (2018) (3CD Box)

Annat
- Nuclear Blast Festivals 2000 (2001) (delad album: Hypocrisy / Destruction / Raise Hell / Crematory / Kataklysm)
- The Big Teutonic 4 (2012) (delad EP: Destruction / Kreator / Sodom / Tankard)
- "Wildstyle - Immortality" / "Fooled by Your Guts" (2014) (delad singel: Destruction / Tankard)
- The Big Teutonic 4 - Part II (2015) (delad EP: Destruction / Kreator / Sodom / Tankard)
- "The Devil Strikes Again" / "Second to None" (2016) (delad singel: Destruction / Rage)